# Sleeper (álbum)
| Críticas profissionais | Críticas profissionais |
| Avaliações da crítica  | Avaliações da crítica  |
| Fonte                  | Avaliação              |
| ---------------------- | ---------------------- |
| Jesus Freak Hideout    | [ 1 ]                  |

Sleeper é o álbum de estreia da banda Everyday Sunday, lançado em 2001.

## Faixas
1. "Would You Leave"
2. "Sleeper"
3. "Wait"
4. "This Time"
5. "Just A Story"
6. "I Will Stand Up Now"
7. "You Are God"
8. "Herself (I Want A Girl)"
9. "Hanging On"
10. "Live For You Tonight"
11. "Don't Leave"